# Azáceta
Azáceta (en euskera y oficialmente Azazeta) es un concejo del municipio de Arraya-Maestu, en la provincia de Álava. 

## Toponimia
A lo largo de los años ha sido conocido con diferentes nombres: Azazaheta en 1025 en la Reja de San Millán,Anzoeta en el Obispado de Calahorra en 1257, Asaseta en 1601 en el libro de los Gaunas, Açaçeta en el año 1602, Caçeta en 1698, Zaçeta en el año 1760.

## Geografía física
Azáceta es la aldea que da su nombre al puerto de montaña que conduce al pueblo. El núcleo urbano se extiende por ambas partes de la carretera, en un claro entre montañas, apenas iniciado el descenso del puerto hacia Maestu.
| Noroeste: Eguileta, Erenchun | Norte: Gauna   |                        |
| Oeste: Izarza                |                |                        |
| Suroeste: Berrozi            | Sur: Apellaniz | Sureste: Vírgala Mayor |

Se compone de 32 casas familiares. En la plaza, que linda la carretera, una fuente introduce el agua al antiguo lavadero. Enfrente, al otro lado de la carretera, se encuentra el Centro Social, que también se emplea como taberna o bar. En las primeras décadas del siglo XX llegó a haber 45 niños escolarizados. La antigua escuela se ha convertido en casa particular.[cita requerida]

## Historia
Fue señorío de los Gaona en 1369 y de los Samaniegos en 1632.Hacia mediados del siglo XIX, el lugar, por entonces perteneciente al ayuntamiento de Arraya, tenía contabilizada una población 120 habitantes. Aparece descrito en el tercer volumen del Diccionario geográfico-estadístico-histórico de España y sus posesiones de Ultramar de Pascual Madoz con las siguientes palabras:

AZACETA: v. en la prov. de Alava (3 leg. á Vitoria), dióc. de Calahorra (13), part. jud. de Salvatierra (2 3/4), vicaría de Campezu y ayunt. de Maestu (1): sit. en la sierra de Guereñu en un pequeño llano rodeado de altas montañas, dist. 1/2 leg. del boquete del puerto, denominado Azaceta: su clima frio, pero bastante saludable. Tiene escuela de primerr educacion, dotada con 540 rs. y las gratificaciones que dan al maestro los 6 niños y 7 niñas que asisten á ella. La igl. parr. (Sta. Maria) está servida por 1 cura beneficiado con título perpetuo de nombramiento del ordinario: hay 1 ermita con la advocacion de Santiago, inmediata á las casas del pueblo. El térm. confina por N. con Herenchun 1 leg.; por E: con Musitu 1 1/2; por S. con Apellaniz 1 1/4; y por O. con Berroci 1. abunda en fuentes de buen agua; y el terreno participa de monte y llano; aquel bastante poblado, y este de mediana calidad: de las vertientes del puerto se forma el brazo der. del r. Ega, ó sea el arroyo que se le une en Virgalamenor, despues de haber cruzado 2 insignificantes puentes que encuentran en Azaceta. Los caminos son de travesia con direccion á toda la llanada de Alava, bajando para Navarra y Rioja: el correo se recibe en la cap. de prov.: prod. toda clase de cereales y con especialidad trigo: cria ganado caballar, lanar, vacuno y cabrio, y los colmenares que en el dia existen, van prosperando: hay toda especie de caza, y el paso de palomas que sirve de mucha diversion: se pescan cangrejos: ind. 1 molino harinero, el tráfico de llevar pan y leña á los mercados de Vitoria, y cargar de mena para las ferr. de Maestu: tiene una cantera de piedra franca, sillar, y otra de jaspe parduzco con vetas blancas: pobl. 24 vec.: 120 alm.: contr. (V. Alava intendencia).
(Madoz, 1846, p. 205)

En la actualidad, pertenece al municipio de Arraya-Maestu. En 2022, tenía empadronados 72 habitantes.

## Despoblado
Forma parte del concejo el despoblado de:
- Villaverde.[6]

## Demografía
| Gráfica de evolución demográfica de Azáceta entre 2000 y 2021 |
|                                                               |
| Población de derecho según los censos de población del INE.   |

## Cultura

### Patrimonio material

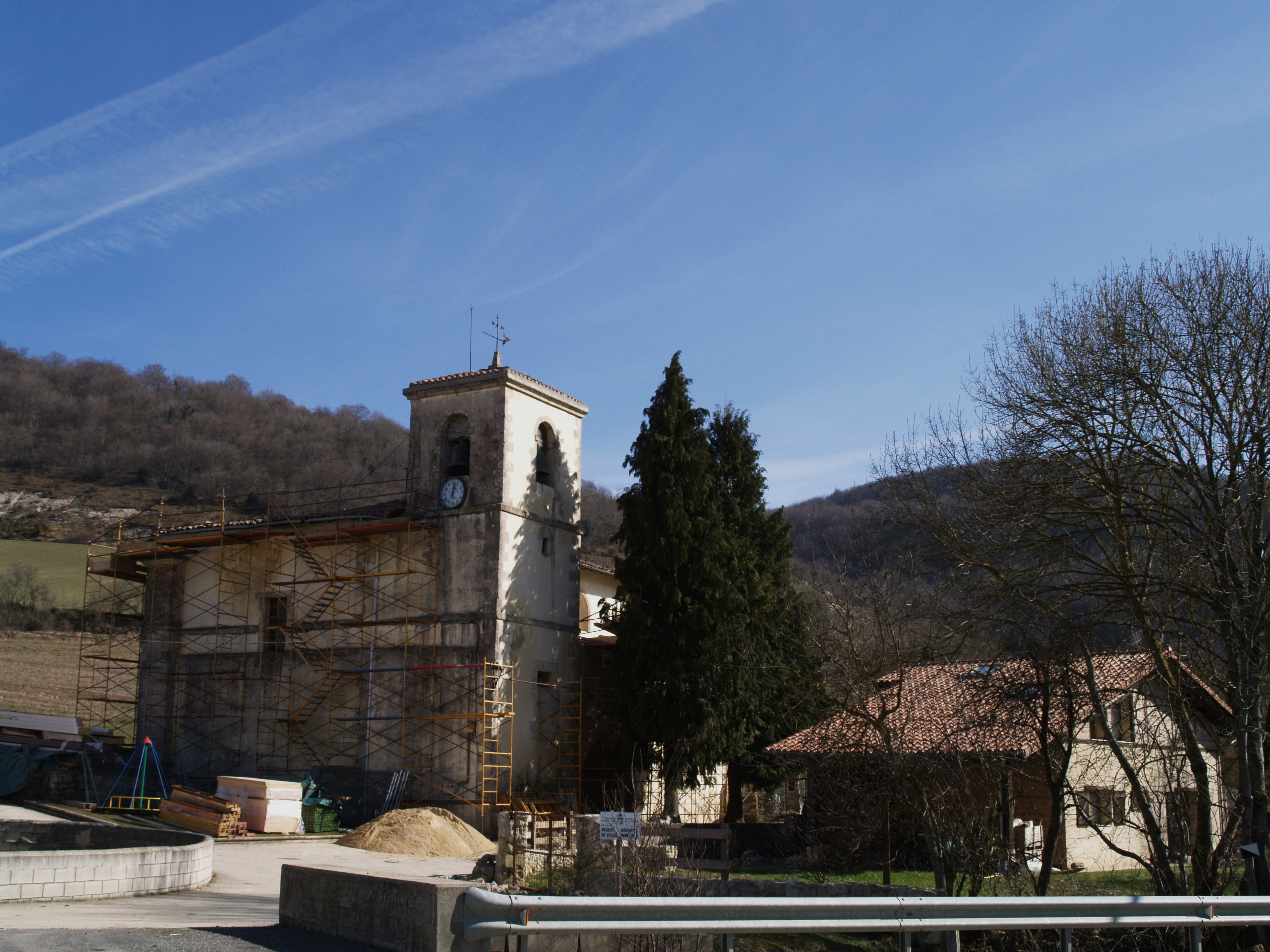
Vista de la iglesia de la Natividad de Nuestra Señora

- Iglesia dedicada a la Natividad de Nuestra Señora conserva varios restos de su primitiva construcción; bajo su rústico pórtico de un gran arco se encuentra una portada del siglo XVI. En el retablo actual, del siglo XVIII, han sido incluidas varias tallas del siglo XVI, entre las que es de destacar la imagen sedente de María. Tiene planta rectangular que se estrecha en la cabecera; bóvedas góticas; fábrica de mampostería. Altar mayor con retablo típico del estilo barroco. A su izquierda se encuentra el altar dedicado a Nuestra Señora del Rosario. A la derecha, el altar de Santiago. Ambos altares, barrocos. Pórtico, con arco de medio punto. Torre cuadrada, construida en el año 1822, por el maestro de cantería Vicente Nanclares.[8]
- Fuente-Lavadero y Abrevadero.[9]
- Antigua fuente de Iturritxu, que no está en funcionamiento.[10]
- Hubo un juego de bolos[11] y un frontón,[12]hoy desaparecidos.

### Patrimonio inmaterial
- Fiesta patronal: anteriormente se celebraba Santo Toribio el 16 de abril; pero desde 1939 se celebra el 25 de julio por Santiago.[2]